# Гушапша, Арсен Хажумарович
Гушапша Арсен Хажумарович — художник, скульптор. Академик РАХ (2020).

## Биография
Гушапша Арсен Хажумарович родился 1 января 1963 года в с. Кенже, Нальчикского района.
Окончил Московский художественный институт имени В. И. Сурикова (1987), руководитель — П. И. Бондаренко.
Будучи выпускником Московского академического художественного института имени Сурикова, был удостоен Золотой медали Академии художеств СССР за дипломную работу «Жажда». С 1991 года стажировался в Италии.
Участник региональных и всероссийских академических выставок, среди них:
Международные выставки-симпозиумы:
«Art Meeting» (Ялова, Турция) (2008)
«Center of Contemporary Visual Arts» (Прилеп, Македония), (2008)
«International Erciyes Snow Scupture Symposium» (Турция, 2012)
«Kartal Municipality 2nd International Stone Sculpture Symposium» (Стамбул, Турция, 2012)
Персональные выставки
- Персональная выставка Нальчик, 2007)
- Персональная выставка (Краснодар, 2010)

Произведения представлены в Сочинском художественном музее, Северокавказском филиале Государственного музея искусства народов Востока (Майкоп), Центре современного искусства (Прилеп, Македония). Также представлены в частных собраниях России, Турции, США, Македонии, Франции, Италии.
Живёт и работает в Нальчике, Кабардино-Балкарская Республика.

## Работы
Памятники: «Древо Жизни» — памятник жертвам Российско-Кавказской войны 1763—1864 гг. (Нальчик, 2004); «М. Ю. Лермонтов», (Нальчик, 2007); «Б. Х. Фиапшев» (г. Нальчик, 2009); проект мемориального комплекса, посвящённого черкесам (адыгам), изгнанным с родины вследствие Кавказской войны 1763—1864 гг., (презентация) Российская Академия Художеств, (Москва, 2011); «Древо Жизни» — памятник жертвам Кавказской войны 1763—1864 гг. (Стамбул, Турция, 2012); портрет «С. С. Шериевой — заслуженной артистки РСФСР» (Нальчик, 2012).

## Звания
- Академик Российской Академии Художеств (Южное региональное отделение, с 2020).
- Член «Творческого Союза Художников России» (2010)
- Член Союза Художников России (2006)

## Награды
- Народный художник Кабардино-Балкарской Республики (25 марта 2021) — за большой вклад в развитие культуры и искусства и многолетний добросовестный труд
- Золотая медаль «Творческого Союза Художников России» (2010)
- Золотая медаль Академии Художеств СССР (1987)